# كوبا ليبرتادوريس 1990
كأس ليبرتادوريس 1990 هو موسم من كأس ليبرتادوريس. أقيم خلال الفترة 25 فبراير 1990 وحتى 10 أكتوبر 1990، وشارك فيه 19 فريقاً، وفاز فيه أوليمبيا أسونسيون.

## النهائي
أقيمت المباريات النهائية بين نادي أوليمبيا الباراجوياني ونادي برشلونة الإكوادوري . استضاف أولمبيا مباراة الذهاب في ملعب ديفينسوريس ديل تشاكو في أسونسيون ، باراغواي في 3 أكتوبر 1990 ، بينما استضاف برشلونة مباراة الإياب في ملعب مونومينتال في غواياكيل ، الإكوادور في 10 أكتوبر 1990.  فاز أوليمبيا بالمباراة النهائية 3-1 في مجموع المباراتين ليحقق لقبه الثاني في البطولة.